# Günter und Ute Grass Stiftung
Die Günter und Ute Grass Stiftung wurde 2011 vom Schriftsteller und Grafiker Günter Grass und von Ute Grass (1936–2021), seiner zweiten Frau, gegründet. Gemäß ihrer Satzung hat die Stiftung den Zweck, Kunst, Kultur und Bildung sowie Wissenschaft und Forschung zu fördern.

## Stiftung

### Stiftungszweck
Der Stiftungszweck wird insbesondere verwirklicht durch die Verwaltung, Unterbringung, Ausstellung und Verbreitung des künstlerischen Werkes von Günter Grass, der Manuskripte seines schriftstellerischen Werks sowie der dazugehörenden Korrespondenz, soweit sie nicht in anderen Institutionen archiviert sind, Materialsammlungen, Belegexemplare der Veröffentlichungen von Günter Grass, seiner beruflich orientierten Fotosammlung und vieler Dokumente, Urkunden, Preise und Medaillen, die Grass während seines Lebens erhalten hat.

### Stiftungssitz
Stiftungssitz ist Lübeck. Als Räumlichkeiten stehen der Stiftung das von Günter Grass seit Herbst 1995 in Lübeck bezogene Sekretariat im Vorderhaus und Archivräume im Hofgebäude der Glockengießerstraße 21 zur Verfügung. Tür an Tür zu Sekretariat und Archiv gibt es die von der Kulturstiftung Hansestadt Lübeck betriebene Ausstellung des Günter Grass-Hauses, das sich als Forum für Literatur und Bildende Kunst versteht, dessen Büro, Laden und Archiv.

### Organe und Geschäftsführung
Den Vorstand bildeten bis 2021 Ute Grass, Joachim Kersten, Per Øhrgaard, Bernd Schmidt, und Dieter Stolz. Bis zu seinem Tod am 13. April 2015 hatte Günter Grass den Vorsitz im Stiftungsvorstand, den danach seine Witwe einnahm.
Zum Beirat der Stiftung gehören Helene Grass, Malte Grunert, Viktoria Krason, Torsten Stellmacher und Jörg-Philipp Thomsa.
Geschäftsführerin der Stiftung ist seit ihrer Gründung Hilke Ohsoling.

## Aufgaben
Aufgabe der Stiftung ist die wissenschaftliche Aufarbeitung des künstlerischen und schriftstellerischen Werks, die Durchführung wissenschaftlicher Veranstaltungen und Forschungsvorhaben; die Vergabe von Forschungsaufträgen; Veranstaltung und Unterstützung von wissenschaftlichen und kulturellen Tagungen und Kongressen, die Veröffentlichung von Ergebnissen aus Forschungsprojekten, die Vergabe von Druckkostenzuschüssen, die Unterstützung der früheren Stiftungen von Günter Grass (Stiftung Alfred-Döblin-Preis, Daniel-Chodowiecki-Stiftung, Stiftung zugunsten des Romavolks, Wolfgang-Koeppen-Stiftung und August-Bebel-Stiftung) und die Unterstützung anderer steuerbegünstigter Körperschaften, die Zwecke im Sinne der Stiftungssatzung verfolgen.

## Vertrags- und Kooperationspartner
Neben dem Lübecker Ausstellungsbetrieb bestehen langjährige Arbeitsverbindungen zum Medienarchiv Günter Grass Stiftung Bremen, dessen Aufgabe vor allem im Sammeln und Erschließen von Ton- und Filmdokumenten besteht, dem Archiv der Akademie der Künste in Berlin, dem Günter Grass alle Manuskripte bis einschließlich „Ein weites Feld“ (mit Ausnahme des Gedichtbandes „Novemberland“, das bereits zur Sammlung des Lübecker Günter Grass-Hauses gehört) übergeben hat und in dem seine Korrespondenz erschlossen wird, das Literaturarchiv Sulzbach-Rosenberg e. V., dem Steidl Verlag in Göttingen, dem Verlag Ch. Links in Berlin und vielen langjährigen Partnern, wie z. B. den Übersetzern und den ausländischen Verlegern von Günter Grass.

## Ausstellungen
- „Don’t fence me in – Den unge Günter Grass“, Ausstellung in Zusammenarbeit mit dem Günter Grass-Haus, Lübeck, im Museet Holmen, Løgumkloster vom 17. Juni bis zum 12. November 2017[2]

- „Encontros“, Ausstellung in Zusammenarbeit mit dem Goethe-Institut, Lissabon, im Museu de Portimão, vom 8. Dezember 2017 bis zum 25. Februar 2018
- „Encontros“, Ausstellung in Zusammenarbeit mit dem Goethe-Institut, Lissabon, im Casa-Museu Guerra Junqueiro, Porto, vom 2. März 2018 bis zum 7. Oktober 2018[3]

## Veröffentlichungen
- Genau Hinsehen Dinglich bleiben. Günter Grass und die bildende Kunst. Ein Annäherungsversuch für Jugendliche, herausgegeben von der Günter und Ute Grass Stiftung in Zusammenarbeit mit dem Günter Grass-Haus, Lübeck 2014[4]
- Freipass, Schriften der Günter und Ute Grass Stiftung, Band 1, herausgegeben von Volker Neuhaus, Per Øhrgaard und Jörg-Philipp Thomsa, Verlag Ch. Links, Berlin, März 2015[5]
- Freipass, Forum für Literatur, Bildende Kunst und Politik. Schriften der Günter und Ute Grass Stiftung, Band 2, herausgegeben von Volker Neuhaus, Per Øhrgaard und Jörg-Philipp Thomsa, Verlag Ch. Links, Berlin, September 2016[6]
- Freipass, Widerhall auf das Jahr der Revolten 1968. Schriften der Günter und Ute Grass Stiftung, Band 3, herausgegeben von Volker Neuhaus, Per Øhrgaard und Jörg-Philipp Thomsa, Verlag Ch. Links, Berlin, Februar 2018[7]